# Паруцаро
Паруцаро (итал. Paruzzaro) је насеље у Италији у округу Новара, региону Пијемонт.
Према процени из 2011. у насељу је живело 1999 становника. Насеље се налази на надморској висини од 332 м.

## Становништво
Према резултатима пописа становништва 2011. у општини је живело 2.088 становника.
| 1931. | 1936. | 1951. | 1961. | 1971. | 1981. | 1991. | 2001. | 2011. |
| ----- | ----- | ----- | ----- | ----- | ----- | ----- | ----- | ----- |
| 1.105 | 962   | 931   | 951   | 978   | 1.243 | 1.396 | 1.588 | 2.088 |